# Marmitako

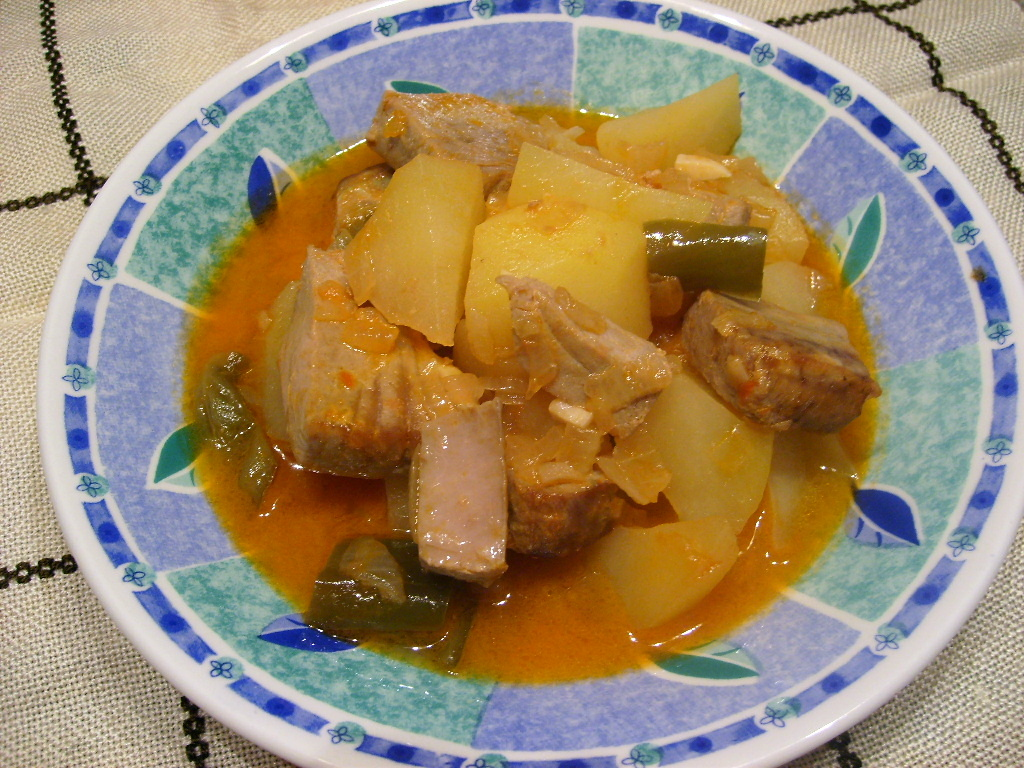
Thunfisch-Marmitako

Marmitako, Marmitaco, auf Baskisch auch Sorropotún, Marmita oder in Kantabrien auch Marmite ist ein Fischeintopf, der mit Thunfisch, Kartoffeln, Zwiebeln, Paprika und Tomaten zubereitet wird.

## Herkunft
Der Ursprung dieses Eintopfes ist baskisch. Er wurde vermutlich von den baskischen Fischern zubereitet und verzehrt. Das Wort Marmitako wird vom baskischen marmita hergeleitet; ein Marmita ist ein Topf mit einem Deckel. Dieser Topf war eines der wenigen Kochutensilien, die von den Fischern mit an Bord ihres Schiffs mit auf See genommen worden sind.

## Verbreitung
Einige Gerichte der Baskische Küche haben sich nach und nach in ganz Spanien verbreitet. Im Zuge dessen wurde auch Marmitako bekannt und ist heute ein sehr beliebter Eintopf, der in den vielen Regionen zubereitet wird.
Im Baskenland ist Marmitako häufig bei Kochwettbewerben anzutreffen. Wie bei vielen traditionellen Gerichten Spaniens gibt es von Ort zu Ort unterschiedliche Versionen. Die o. a. Zutaten sollten aber in jedem Fall im Eintopf enthalten sein.

## Variante
Anstelle des Thunfischs kann auch Lachs verwendet werden.

## Belege
1. ↑  Marion Trutter (Hrsg.): Culinaria: Spanische Spezialitäten. Könemann, Köln 1998, S. 164.